# Lakis Iordanopoulos

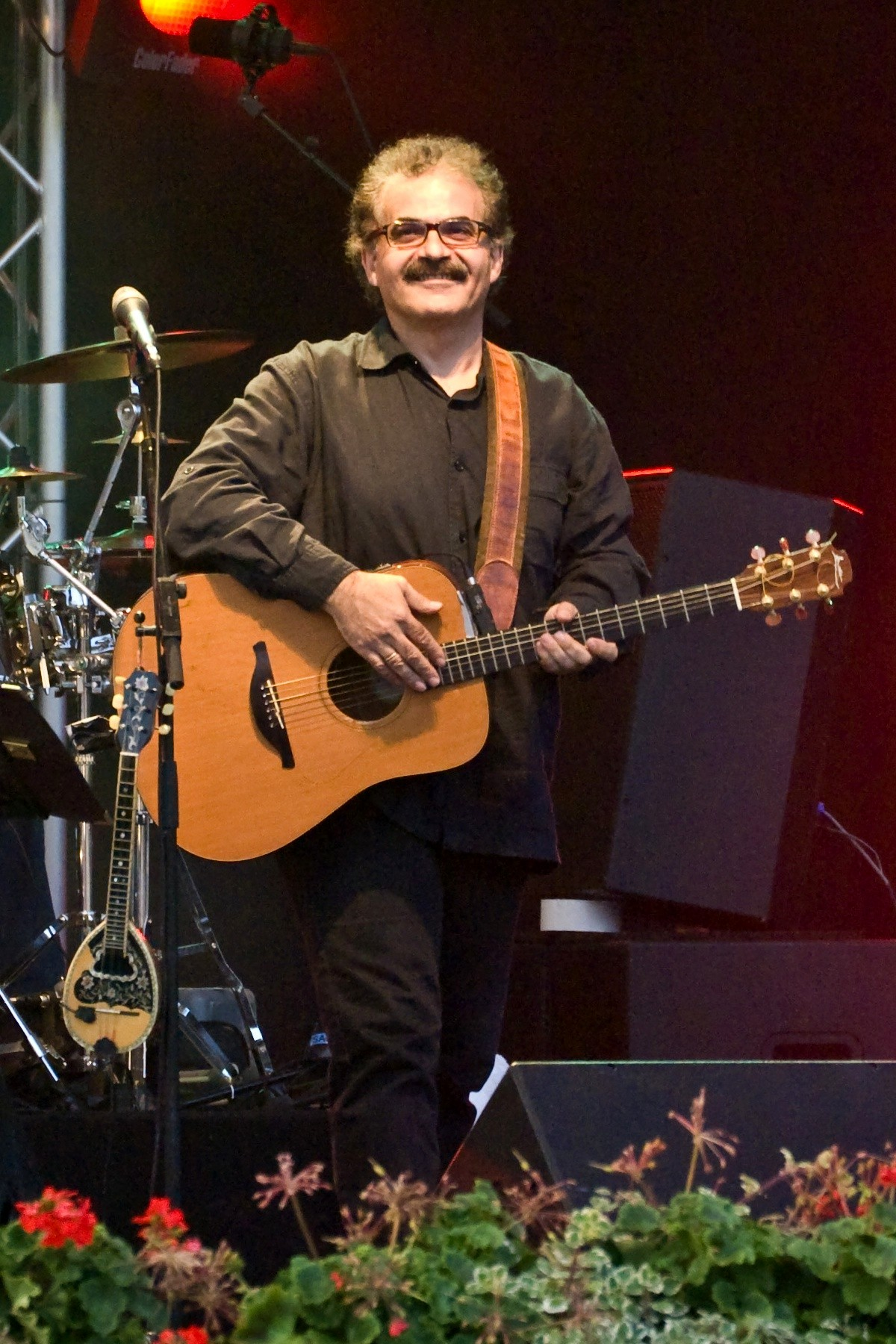
Lakis Iordanopoulos

Lakis Iordanopoulos (griechisch Λάκης Ιορδανόπουλος, eigentlicher Vorname Ελευθέριος – Eleftherios; * März 1953 in Thessaloniki, Griechenland) ist ein griechischer Musiker.
Er besuchte das deutschsprachige Gymnasium in Thessaloniki und studierte von 1971 bis 1983 Technische Chemie an der Technischen Universität Wien. Während seiner Studienzeit war er Ausländerreferent im Zentralausschuss der Österreichischen Hochschülerschaft. Nach dem Studium wurde er Berufsmusiker und ist bis heute Bandleader der Gruppe „Lakis & Achwach“.
Ab 1991 freier Mitarbeiter in der ORF-Minderheitenredaktion, wurde Iordanopoulos 1994 Moderator der Sendung Heimat, fremde Heimat in ORF 2 und 3sat (gemeinsam mit Silvana Meixner) sowie der gleichnamigen Sendung in Radio Wien – im Radio ist sein Spezialgebiet die Weltmusik. Lakis Iordanopoulos ist verheiratet und Vater dreier Kinder.
Lakis Iordanopoulos wurde im Jänner 2005 mit dem Silbernen Verdienstzeichen des Landes Wien ausgezeichnet.